# Siergiej Czornyj (astronom)
Siergiej Czornyj (ros. Серге́й Чёрный, ur. 24 stycznia 1874, zm. 11 lutego 1956 w Kursku) – astronom rosyjski.
Dyrektor i wykładowca Obserwatorium Astronomicznego Uniwersytetu Warszawskiego w okresie od 1908 do 1915 r. W tym czasie publikował prace z astronomii teoretycznej oraz obserwacje komet. W 1908 zatrudnił w obserwatorium warszawskim Tadeusza Banachiewicza, późniejszego dyrektora obserwatorium Uniwersytetu Jagiellońskiego. W 1915 r. Czornyj kierował ewakuacją instrumentów z Warszawy przed nacierającymi wojskami niemieckimi.